# ロシア連邦安全保障会議

ロシア連邦安全保障会議紋章

ロシア連邦安全保障会議（ロシアれんぽうあんぜんほしょうかいぎ、ロシア語: Совет Безопасности РФ；略称СБ、Совбезопасности）は、国家安全保障問題を協議するためのロシア連邦大統領の直属機関であり、ロシア大統領府の構成下に入る。安全保障会議は、国家安全保障に関わる政策を調整・統合するために創設された。
安全保障会議は、主要閣僚と関係機関トップで構成され、大統領が議長を務める。会議は、1ヶ月に1回以上行われることになっている。安全保障会議の決定は、常任議員総数の単純多数決により採択され、安全保障会議議長（大統領）の承認後に施行される。安全保障会議の決定は、大統領令により正文化される。

## 歴史
安全保障会議の原型と考えられるのは、1990年12月26日付「国家統制システムの完全化と関連したソ連憲法（基本法）の改正に関する」連邦法に従い設立されたソビエト連邦安全保障会議である。ロシア・ソビエト連邦社会主義共和国の安全保障会議は、1991年4月24日付ロシア共和国法で初めて設置された。
現在のロシア連邦安全保障会議は、1992年3月5日付「安全に関する」ロシア連邦法により設置された。安全保障会議には、安全保障分野における大統領の意思決定を補佐する機関として、国家、経済、社会、国防、情報、生態学その他の戦略問題の審議が委任された。安全保障会議の構成員とその任命手続については、現在法的に無効な大統領令によって定められ、現在に至るまで法制化されていない。
2020年1月にはウラジーミル・プーチン大統領が副議長職を創設し、ドミートリー・メドヴェージェフ前首相を任命した。
プーチン大統領以下、安全保障会議のメンバー全員が2022年ロシアのウクライナ侵攻に対する対抗措置として、欧米諸国から資産凍結などの制裁を受けている。

## 機構
安全保障会議書記局は、書記1人、副書記3人、書記補佐官3人から成る。

### 安全保障会議事務局
2000年現在、事務局の定数は176人。
- 国家・社会安全保障局
- 国際安全保障局
- 経済・産業安全保障局
- 軍事建設局
- 軍事監察局
- 監察官
- 北カフカース地域安全保障問題局
- 情報安全保障局

### 省庁間委員会
- 新たな感染に対する国家防御システムの創設に関する省庁間委員会
- 北極におけるロシア連邦の国益確保に関する省庁間委員会
- 独立国家共同体の問題に関する省庁間委員会
- 軍事安全保障に関する省庁間委員会
- 公安に関する省庁間委員会
- 経済社会分野における安全保障に関する省庁間委員会
- 情報セキュリティに関する省庁間委員会
- 環境安全に関する省庁間委員会
- 戦略計画に関する省庁間委員会
- 国家移民政策の改善に関する省庁間委員会

## 安全保障会議議員
安全保障会議議員は、役職に対してではなく、大統領令により個人に対して任命されるため、時期によって構成は異なる。
以下は、2009年1月現在の議員の役職。これに2020年1月より副議長が追加されている。
議長
- ロシア連邦大統領

副議長
- 統一ロシア党首

常任議員
- 安全保障会議書記
- 首相
- 副首相・政府官房長
- 国防相
- 外相
- 内相
- 対外情報庁（SVR）長官
- 連邦保安庁（FSB）長官
- ロシア大統領府長官
- ロシア連邦議会下院国家院議長
- ロシア連邦議会上院連邦院議長

議員
- 副首相・財務相
- 法務相
- 民間防衛問題・非常事態・自然災害復旧相
- 連邦麻薬流通監督庁（FSKN）長官
- FSB第一次官・国境局長
- 検事総長
- ロシア連邦軍参謀総長・国防第一次官
- 極東連邦管区ロシア連邦大統領全権代表
- シベリア連邦管区ロシア連邦大統領全権代表
- 北西連邦管区ロシア連邦大統領全権代表
- 南部連邦管区ロシア連邦大統領全権代表
- 沿ヴォルガ連邦管区ロシア連邦大統領全権代表
- ウラル連邦管区ロシア連邦大統領全権代表
- 中央連邦管区ロシア連邦大統領全権代表
- ロシア科学アカデミー総裁

## 歴代安全保障会議書記
- 初代 ユーリ・スココフ（1992年4月3日 - 1993年5月10日）
- 第2代 エフゲニー・シャポシニコフ（1993年）
- 第3代 オレグ・ロボフ（1993年 - 1996年）
- 第4代 アレクサンドル・レベジ（1996年6月18日 - 10月17日）
- 第5代 イワン・ルイプキン（1996年10月19日 - 1998年3月2日）
- 第6代 アンドレイ・ココーシン （1998年3月3日 - 9月10日）
- 第7代 ニコライ・ボルジュジャ（1998年9月14日 - 1999年3月19日）
- 第8代 ウラジーミル・プーチン（1999年）
- 第9代 セルゲイ・イワノフ（1999年11月15日 - 2001年3月28日）
- 第10代 ウラジーミル・ルシャイロ（2001年3月28日 - 2004年3月9日）
- 第11代 イーゴリ・イワノフ（2004年3月9日 - 2007年7月18日）
- 代行なのでカウントしない ワレンチン・ソボレフ（ロシア語版）（代行、2007年7月18日　-　2008年5月12日）
- 第12代 ニコライ・パトルシェフ（2008年5月12日 - 2024年5月12日）
- 第13代 セルゲイ・ショイグ（2024年5月12日 - ）